# Caffrowithius hanangensis curtus
Caffrowithius hanangensis curtus es una subespecie de arácnido  del orden Pseudoscorpionida de la familia Chernetidae.

## Distribución geográfica
Se encuentra en Tanzania.